# Jean Larroque
Jean Pierre Larroque, né et mort à Dieupentale (1875-1921), en Tarn-et-Garonne, fut en 1919 le plus jeune général de France, ainsi que le plus jeune commandeur de la Légion d'honneur.

## Biographie

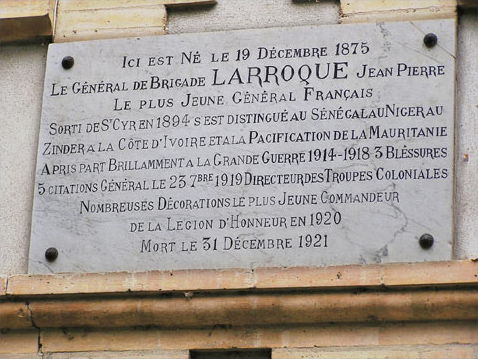

Premier né d'une famille de quatre enfants, Jean Larroque est issu d'un milieu modeste : son père était tonnelier. Après avoir été élève au collège de Castelsarrasin puis au lycée de Tarbes, dont il sortit bachelier ès sciences, le jeune Larroque se présente au concours d'entrée à l'École spéciale militaire de Saint-Cyr, où il est reçu de justesse (596e sur 600), dans la promotion Alexandre III (1894-1896), avec un statut d'élève boursier. Il a alors 18 ans. Deux ans plus tard, il sort très honorablement, au 94e rang sur 587 élèves classés. Pendant son séjour à Saint-Cyr, il reçoit sa première blessure en service commandé : une double fracture à la jambe gauche, due à une chute de cheval.
À sa sortie de Saint-Cyr, il fut affecté au 9e Régiment d'Infanterie, à Agen, où il prit son poste le 1er octobre 1896, avec le grade de lieutenant de 2e classe. Commençait alors pour lui une carrière militaire qui compte parmi les plus fulgurantes de l'histoire militaire moderne.
Pendant son séjour à Agen, Jean Larroque participe aux Grandes Manœuvres de novembre 1898, avant d'être très brièvement affecté au 3e régiment d'infanterie de marine, à Rochefort. Ici commence sa carrière coloniale.

### La période africaine (1899 - 1914)
Le 24 février 1899, incorporé au 14e régiment d'Infanterie de marine, il embarque à Bordeaux pour le Sénégal. Il arrive au régiment le 15 mars, et se voit attribuer la fonction de chargé du cours aux sous-officiers, à Dakar. L'acclimatation du jeune militaire semble difficile : son livret militaire fait état de deux séjours à l'hôpital, en novembre 1899 et en février 1900. La fièvre jaune sévissait alors au Sénégal. Le premier octobre 1900, il accède au grade de capitaine. Le 20 octobre, il prend la route pour Dori, dès son affectation au 8e régiment d'Infanterie coloniale, et après un court passage par le 2e régiment de Tirailleurs sénégalais. Arrivé à destination, il prend le poste de commandant de compagnie. Il quitte l'Afrique en février 1902 pour bénéficier d'un congé de convalescence de trois mois en France.
Pendant cette première période africaine, il sert sous les ordres du lieutenant colonel Rabier, puis du colonel Bertin.
À l'issue de sa convalescence, il prend le commandement de la 1re compagnie de son régiment et prend part aux Manœuvres d'armée en octobre 1902, reprend sa mission de chargé du cours aux sous-officiers et participe à un stage d'instruction à la section de mitrailleuses à Toulon, avant de suivre les cours de l'école régionale de tir de La Valbonne.
Le 27 avril 1903, il est désigné pour servir à la Côte d'Ivoire. Intégré dans le bataillon de la Côte d'Ivoire, il embarque début juin à Marseille, à bord du paquebot Taurus, et débarque à Cotonou, d'où il prend la route pour Zinder via Niamey. Il est affecté au bataillon du Zinder où, du 1er octobre 1903 au 1er mars 1904, il assure le commandement de sa compagnie en l'absence du capitaine. Puis, jusqu'en août 1904, il se voit confier le commandement de la section méhariste à Gouré. Depuis le début de l'année 1904 et pendant un an et demi, la guerre sévit sur le territoire de Zinder. Le 22 janvier 1905, Jean Larroque, en fin de séjour, part de Niamey pour retourner en France.
Au cours de ce second séjour en Afrique, Jean Larroque est placé sous les ordres du chef de bataillon Desbuisson, commandant le bataillon de Zinder, puis du lieutenant colonel Joseph Aymerich, commandant le 3e territoire militaire. Ne recevant que des éloges particulièrement appuyés depuis le début de sa carrière, comme en témoigne son livret militaire, il fait l'objet d'une circulaire ministérielle, fin 1903, où l'on apprend qu'il « s'assimile facilement les dialectes, en connaît trois du territoire », et qu'il « possède les rares qualités nécessaires pour diriger et administrer un cercle, a commandé d'ailleurs avec beaucoup de goût le cercle de Dori dans un premier séjour et ceux de Tessaoua et de Gouré dans ce deuxième séjour ».
Passé au 4e régiment d'Infanterie coloniale, il dirige à Toulon l'instruction des demi-sections de mitrailleuses destinées aux autres corps, puis accède au poste d'adjudant-major au 2e bataillon, chargé de la direction des écoles. En juillet et août 1906, souffrant, il se rend à Vichy pour "prendre les eaux" lors d'une cure de convalescence. C'est pendant cette période de repos qu'il reçoit une lettre de félicitations d'Aristide Briand, alors ministre de l'Instruction publique, des Beaux-Arts et des Cultes, datée du 5 juillet 1906 : « La Commission chargée de dresser la liste des récompenses à décerner aux personnes qui ont donné en 1906, avec le plus de zèle et de succès, l'enseignement aux adultes et aux adolescents, m'a signalé le concours que vous avez prêté à l'œuvre des cours d'adultes. Je suis heureux de vous adresser mes félicitations. » Jean Larroque est proposé pour les palmes d'officier d'académie, pour avoir été « chargé de professer les cours de français, mathématiques, topographie (...). »  Mais il ne recevra cette décoration que le 13 janvier 1913.
Il repart pour le Sénégal le 23 novembre 1906, embarquant à Bordeaux à bord du Magellan. Arrivé à Dakar, il quitte le 4e régiment d'Infanterie coloniale pour servir à l'état major particulier en qualité d'officier d'ordonnance du général commandant supérieur des troupes de l'Afrique occidentale française. Placé sous l'autorité d'Aymerich, ce général n'est autre que Marie Michel Alix René Audéoud, de triste mémoire au Mali : ce militaire avait dirigé, en mai 1898, les troupes lancées contre Sikasso, et autorisé ses hommes à se livrer au pillage et aux viols dans la ville vaincue. Par ailleurs, en retenant les rapports destinés au ministère de la Guerre et qui rendaient compte des exactions commises par la colonne Voulet-Chanoine au Soudan français et au Tchad, de janvier à juillet 1899, tandis qu'était gouverneur du Soudan, il ferma les yeux sur les crimes commis par cette phalange, marquant le paroxysme de la violence de la conquête coloniale, et laissant une trace indélébile dans la mémoire de l'actuel Niger. Le général Audéoud, comme nombre de ses pairs, ne fut cependant pas sanctionné : Paris préférait rendre hommage aux militaires qui contribuaient à étendre l'empire colonial français, quelles que fussent leurs méthodes, et en dépit de l'émoi suscité en France par la narration de ces actes barbares par des témoins tels que Paul Vigné d'Octon.
Jean Larroque est resté sous les ordres d'Audéoud jusqu'à son départ du Sénégal, le 6 novembre 1908. Pendant ce troisième séjour en Afrique, il prit part à des conflits en Côte d'Ivoire (d'avril à juin 1907), sur le territoire militaire du Niger (septembre et octobre 1907) et en Mauritanie (février à avril 1908). Ses actions, dont aucune étude documentaire ne permet pour l'instant d'en connaître la nature, lui valurent d'être nommé chevalier de l'Étoile noire du Bénin et de recevoir la Médaille coloniale, ornée des agrafes AOF et Mauritanie. Il débarqua à Bordeaux le 13 novembre 1908.

## Grades et décorations

### Grades successifs[5]
- 1er octobre 1896 : sous-lieutenant
- 1er octobre 1898 : lieutenant
- 24 mars 1905 : capitaine
- 23 décembre 1913 : chef de bataillon
- 19 octobre 1914 : lieutenant-colonel à titre provisoire
- 2 juillet 1915 : lieutenant-colonel à titre définitif
- 1er janvier 1917 : colonel
- 23 septembre 1919 : général de brigade

Jean Larroque n'avait pas encore 44 ans lorsqu'il fut promu au grade de général de brigade : il devint ainsi le plus jeune général de France sous la Troisième République, et reste depuis parmi les plus jeunes généraux français. Seuls Jacques Chaban-Delmas et Louis Dio accédèrent à ce grade plus précocement que lui ; Jacques Chaban-Delmas avait 29 ans et Louis Dio 37 ans.

### Décorations[5]
- 3 janvier 1915 : Chevalier de la Légion d'honneur
- 9 novembre 1917 : Officier de la Légion d'honneur
- 16 juin 1920 : Commandeur de la Légion d'honneur

Jean Larroque était âgé de 44 ans et demi lorsqu'il reçut la croix de Commandeur de la Légion d'honneur ; il fut alors le plus jeune Commandeur de cet ordre.
- Croix de guerre 1914-1918 avec palme
- Médaille coloniale (agrafe AOF Mauritanie)
- Officier d'Académie

- 4 novembre 1908 : Chevalier de l'Étoile noire
- 5 août 1919 : Commandeur de l'Étoile noire de Porto-Novo

- Officier de l'Étoile noire
- Officier de l'ordre de Léopold (Belgique)
- Croix de guerre belge 1914-1918
- Aigle blanc de Serbie (4e classe)
- Officier de l'ordre du Ouissam alaouite (1913)